# Fabio Guidi
Fabio Luigi Giovanni Vittorio Guidi, Conte Palatino, Patrizio di Volterra, Patrizio di Firenze (Pisa, 24 gennaio 1863 – Volterra, 18 aprile 1944) è stato un imprenditore e politico italiano.

## Biografia
Di antica stirpe nobiliare, proprietario di grandi tenute agricole amministrate in proprio, è stato sindaco e podestà di Volterra, consigliere provinciale e presidente della deputazione provinciale di Pisa dal 1911 al 1920. Fu poi senatore del Regno dal 1939 fino alla caduta del fascismo.
Morì nel 1944 all'età di 81 anni.